# Syðra-Norðmelsfjall
Syðra-Norðmelsfjall är en kulle i republiken Island. Den ligger i regionen Norðurland eystra, 300 km nordost om huvudstaden Reykjavík. Toppen på Syðra-Norðmelsfjall är 413 meter över havet.
Trakten runt Syðra-Norðmelsfjall är nära nog obefolkad, med mindre än två invånare per kvadratkilometer. Det finns inga samhällen i närheten. Trakten runt Syðra-Norðmelsfjall består i huvudsak av gräsmarker.